# Alfons Zwara
Alfons Zwara (ur. 26 listopada 1933 w Rumi, zm. 2 listopada 2024 tamże) – polski malarz, marynista, przez całe życie związany z Rumią. Swoją twórczością dokumentował kulturę i krajobraz Kaszub, ze szczególnym uwzględnieniem tradycji morskich tego regionu.

## Życiorys
Swoje zdolności plastyczne ujawnił już w szkole podstawowej, kiedy to wygrał swoje pierwsze konkursy plastyczne. Po śmierci ojca w 1951 roku objął gospodarstwo rolne i prowadził je przez 10 lat, a przez dwa lata (1955–1956) równocześnie pracował jako doker w gdyńskim porcie. W tym okresie plastyką zajmował się jedynie sporadycznie. W roku 1960 podjął pracę w warsztatach Marynarki Wojennej jako stolarz, gdzie pracował aż do emerytury. Tam też poznał artystę malarza Henryka Baranowskiego i wprowadził go w tajniki warsztatu malarskiego.

## Twórczość
Pierwsze prace olejne stworzył w 1969 roku. Od tego czasu malował otaczający go świat, ze szczególnym uwzględnieniem tematyki marynistycznej. W swojej twórczości artysta szczególną uwagę poświęcał krajobrazom i kulturze Kaszub. Jego obrazy dokumentowały nie tylko przyrodę regionu, ale także życie codzienne mieszkańców, architekturę i folklor kaszubski. Szczególne miejsce w jego twórczości zajmowały tradycje morskie Kaszub – malował nie tylko żaglowce i porty, ale także sceny z życia rybaków, dawne łodzie rybackie i charakterystyczne dla regionu narzędzia połowowe. W jego pracach dominowały żaglowce, okręty, krajobrazy kaszubskiej ziemi, zwłaszcza las i morze. Charakterystyczną cechą jego malarstwa była umiejętność oddawania zmiennej natury morza oraz wyjątkowe wyczucie kolorystyki morskich pejzaży. Artysta szczególną uwagę poświęcał dawnym żaglowcom „Małego Morza” (Zatoka Gdańska), w szczególności pochodzące z Rewy. W 1999 roku wydano kalendarz „Flota handlowa Wolnej Polski”, w którym umieszczono wizerunki 12 żaglowców oraz portret armatora z Rewy – Klemensa Długiego.
Oprócz tematyki marynistycznej, artysta zasłynął z wysokiej jakości kopii dzieł dawnych mistrzów, szczególnie Rembrandta. Malował portrety ludzi z najbliższego otoczenia oraz znanych postaci historycznych: Jana Henryka Dąbrowskiego, Józefa Wybickiego, Hieronima Derdowskiego.

## Działalność społeczna i promocja kultury kaszubskiej
Jako wieloletni członek Zrzeszenia Kaszubsko-Pomorskiego, Alfons Zwara aktywnie uczestniczył w życiu kulturalnym regionu. Jego prace regularnie prezentowane były podczas wydarzeń promujących kulturę kaszubską, a wiele z nich trafiło do lokalnych muzeów i izb regionalnych. Artysta chętnie współpracował z lokalnymi szkołami i instytucjami kultury, prowadząc warsztaty i prezentacje poświęcone sztuce i tradycjom kaszubskim. Szczególnie ceniony był za umiejętność łączenia w swojej twórczości tradycyjnych motywów kaszubskich z tematyką marynistyczną, co przyczyniło się do zachowania pamięci o morskich tradycjach regionu.
Znaczącą część swojej twórczości przekazał na cele społeczne, wspierając różne inicjatywy kulturalne na Kaszubach. Jego obrazy często służyły jako nagrody w konkursach wiedzy o regionie, a także jako cegiełki w zbiórkach na cele charytatywne. W uznaniu zasług dla kultury kaszubskiej, jego prace znajdują się w zbiorach wielu instytucji kulturalnych regionu.

## Wystawy i działalność artystyczna
Debiut wystawienniczy artysty miał miejsce w 1969 roku w klubie Marynarki Wojennej.  Od tego czasu brał udział w licznych wystawach zbiorowych, m.in. w Łodzi Hultsfred (Szwecja), Schwerinie (Niemcy) oraz różnych miejscowościach na Kaszubach. Indywidualne wystawy (ponad 20) zorganizowano m.in. w Gdyni, Jastarni, Tczewie, Pucku, Władysławowie, Rumi, Helu oraz Lipuszu. Artysta brał też udział w licznych konkursach, zdobywając wiele nagród.
W swoim dorobku artystycznym stworzył ponad 1000 obrazów. Znaczącą część swojej twórczości przekazał na cele charytatywne, wspierając różne inicjatywy społeczne. Jako długoletni i zasłużony członek Zrzeszenia Kaszubsko-Pomorskiego, przyczynił się do promocji kultury kaszubskiej poprzez sztukę.
W latach 2005 oraz 2015 obchodził odpowiednio 40- i 50-lecie pracy twórczej. Pozostał aktywny twórczo niemal do końca życia, tworząc w swojej pracowni w Rumi. Jego ostatnie prace powstały w 2022 roku.

## Nagrody i wyróżnienia
- I nagroda w konkursach ogólnopolskich: „Śladami Sobieskiego”, „Mazurka Dąbrowskiego”[25] oraz „Śladami Henryka Dąbrowskiego”
- I nagroda w Wojewódzkim Konkursie PTTK Gdańsk oraz z okazji 40-lecia Rumi; II nagroda z okazji 50-lecia nadania Rumi praw miejskich
- W 2003 roku uhonorowany został nagrodą Burmistrza Miasta Rumi
- Nagroda Remusa za zasługi dla kultury kaszubskiej[26]
- Skrzydła Kultury (2022) w kategorii Kultura – laureat[11]
- Skrzydła Kultury (2024) w kategorii Kultura – nominowany.

## Stałe wystawy
Prace Alfonsa Zwary znajdowały się w:
- Muzeum Wojska Polskiego w Warszawie[4]
- Narodowym Muzeum Morskim w Gdańsku[8][27]
- Muzeum Hymnu Narodowego w Będominie[25][28]
- izbie pamięci Stanisława Żeromskiego w Orłowie
- izbie Gen. Henryka Dąbrowskiego w Warszawie
- izbie Jana III Sobieskiego w Tczewie.